# Siobhan-Marie O'Connor
Siobhan-Marie O'Connor, née le 29 novembre 1995 à Bath, est une nageuse britannique.

## Carrière
Née à Bath et s'entraînant également à Bath, elle participe aux Jeux olympiques de 2012 à Londres, en individuel lors du 100 m brasse (éliminée en séries avec le 21e temps) et en relais (huitième de la finale du 4 × 100 m quatre nages). En 2014, elle accumule un total de six médailles aux Jeux du Commonwealth de 2014 dont une en or lors du 200 m quatre nages.

## Palmarès

### Jeux olympiques

#### En grand bassin
- Jeux olympiques d'été de 2016 à Rio de Janeiro (Brésil) :
  -  Médaille d'argent du 200 m quatre nages.

### Championnats du monde

#### En petit bassin
- Championnats du monde 2014 à Doha (Qatar) :
  -  Médaille d'argent du 100 m quatre nages.
  -  Médaille d'argent du 200 m quatre nages.
  -  Médaille d'argent du relais 4 × 50 m quatre nages mixte.

#### En grand bassin
- Championnats du monde 2015 à Kazan (Russie) :
  -  Médaille d'or du relais 4 × 100 m quatre nages mixte.
  -  Médaille de bronze du 200 m quatre nages.

### Championnats d'Europe

#### En petit bassin
- Championnats d'Europe 2016 à Londres (Royaume-Uni) :
  -  Médaille d'or au relais 4 × 100 m quatre nages.
  -  Médaille d'or au relais 4 × 100 m quatre nages mixte.
  -  Médaille d'argent du 200 m quatre nages.

#### En grand bassin
- Championnats d'Europe 2012 à Chartres (France) :
  -  Médaille de bronze du 100 m quatre nages.
- Championnats d'Europe 2013 à Herning (Danemark) :
  -  Médaille de bronze du 100 m quatre nages.
  -  Médaille d'argent du 200 m quatre nages.
- Championnats d'Europe 2015 à Netanya (Israël) :
  -  Médaille d'argent du 100 m quatre nages.
  -  Médaille d'argent du 200 m quatre nages.

### Jeux du Commonwealth
- Jeux du Commonwealth de 2014 à Glasgow (Écosse) : 
  -  Médaille d'or au 200 m quatre nages
  -  Médaille d'argent au 100 m papillon.
  -  Médaille d'argent au 200 m nage libre.
  -  Médaille d'argent au relais 4 × 100 m nage libre.
  -  Médaille d'argent au relais 4 × 100 m quatre nages.
  -  Médaille de bronze au relais 4 × 200 m nage libre.